# Proscelotes arnoldi
Proscelotes arnoldi — вид сцинкоподібних ящірок родини сцинкових (Scincidae). Мешкає в Східній Африці.

## Опис
Proscelotes arnoldi — невеликий сцинк, довжина якого (без врахування хвоста) становить 6-8 см, а діаметр 1-2 см. Він має струнку будову тіла, короткі, редуковані кінцівки і довгий, відносно товстий хвіст. Тіло коричневе, луски мають по центру темну металево-блискучу пляму, через що саме тіло здається блискучим. Живіт у молодих особин блідо-рожевий, у дорослих лососево-оранжевий.

## Поширення і екологія
Proscelotes arnoldi мешкають в горах Східного Нагір'я на кордоні Зімбабве і Мозамбіку, а також в горах Муланже на півдні Малаві. Вони живуть у вічнозелених гірських лісах та на високогірних луках, під камінням і поваленими деревами, на берегах струмків.